# Marie-Thérèse de France (1746-1748)
 (janvier 2022).
Pour les articles homonymes, voir Marie-Thérèse de France.
Marie-Thérèse de France, fille de France, titrée Madame, (née le 19 juillet 1746 et morte le 27 avril 1748) est la fille de Louis de France, dauphin (1729-1765) — lui-même fils de Louis XV (1710-1774) et de Marie Leszczynska (1703-1768) — et de sa première épouse, l'infante d'Espagne Marie-Thérèse de Bourbon (1726-1746), qui mourut trois jours après la naissance de sa fille.
Le dauphin, inconsolable, fut rapidement et contre son gré remarié à Marie-Josèphe de Saxe (1731-1767), fille d'Auguste III de Pologne (1696-1763) et de Marie-Josèphe de Habsbourg (1699-1757), princesse autrichienne. 
Marie-Josèphe, princesse de 16 ans, par son tact et sa présence d'esprit, sut se faire aimer de toute la famille royale et finalement par son époux lui-même. On la vit pleurer amèrement aux obsèques de sa petite belle-fille. Marie-Thérèse mourut en effet avant d'avoir atteint l'âge de deux ans, victime pour certains d'une poussée de dents trop brutale et mal soignée. La mort de la petite fille fut un véritable drame pour le dauphin, puisqu'elle était le seul lien qui le rattachait encore à sa première épouse. Marie-Josèphe de Saxe fit faire un portrait posthume de la petite Madame, mais il a aujourd'hui disparu.
Marie-Thérèse de France était donc la demi-sœur aînée des futurs Louis XVI, Louis XVIII et Charles X.